# Ambarnaja
Az Ambarnaja 60 kilométer hosszú folyó Szibériában, a Krasznojarszki határterületen, Norilszk közelében. A folyó a Pjaszino tóba ömlik.

## Katasztrófa
A folyón történt Oroszország egyik legnagyobb olajszennyezése, amikor 2020. május 29-én egy a Norilsk Nickel (Nornickel) bányavállalat tulajdonában álló erőmű üzemanyagtartája összeomlott és 20 000 tonna dízelolaj ömlött az Ambarnajába.

### Okok
A katasztrófa összefüggésben lehet a globális felmelegedéssel: a bányavállalat közlése szerint a baleset azért következett be, mert a permafroszt folyamatos olvadása miatt összeomlott a tároló egyik pillére. A tárolóban dízelt tároltak, amivel a gázszolgáltatás kiesése esetén az erőmű folyamatos energiaellátását biztosították.

### Következmények
Az olaj a folyó 12 kilométeres szakaszát öntötte el, fenyegetve a folyó által táplált tavakat, amelyeken keresztül a víz a Kara-tengerbe jut el. A katasztrófát követően a területen vészhelyzetet hirdettek ki.